# Sinularia molokaiensis
Sinularia molokaiensis is een zachte koraalsoort uit de familie Alcyoniidae. De koraalsoort komt uit het geslacht Sinularia. Sinularia molokaiensis werd in 1983 voor het eerst wetenschappelijk beschreven door Verseveldt. 